# Ń
Ń ، ń یکی از حروف الفبای لاتین است و برساخته از یک N با اکسان اگویی فراز آن. Ń یکی از حر.ف الفباهای کاشوبی، لهستانی، الفبای لاتین بلاروسی و سوربی است و همچنین در نویسه‌گردانی زبان خمر به لاتین به کار می‌رود و در این زبان‌ها نشان‌دهندهٔ آوای /ɲ/ و برابر با Ň در الفباهای چکی و اسلواکیایی، Ñ در اسپانیایی، GN در ایتالیایی، NY در مجاری و NH در پرتغالی است.

## منبع
Wikipedia contributors, "Ń," Wikipedia, The Free Encyclopedia, http://en.wikipedia.org/w/index.php?title=%C5%83&oldid=612125787 (accessed July 5, 2014). 